# A Sân vương
A Sân Vương (mất 405, trị vì 392–405) là quốc vương thứ 17 của Bách Tế, một trong Tam Quốc Triều Tiên. Phù Dư An Phương (Buyeo Abang) là con trai cả của vị quốc vương thứ 15, tức Chẩm Lưu Vương, và đã lên ngôi sau cái chết của người chú, vị quốc vương thứ 16 là Thần Tư Vương, có tư liệu nói ông đã bị giết.
Trong thời gian ông trị vì, quân Cao Câu Ly dưới sự chỉ huy của Quảng Khai Thổ Thái Vương đã tấn công Bách Tế từ phía bắc. A Sân Vương đã phong cho người chú ngoại là Chân Vũ (Jin Mu) làm tả tướng và cử ông tấn công Cao Câu Ly nhiều lần vào đầu thập niên 390, song đều thất bại. Năm 395, sau nhiều lần Bách Tế thất bại, Cao Câu Ly đã chiếm được vùng lãnh thổ của Bách Tế ở phía bắc Seoul ngày nay.
A Sân Vương đã tìm cách củng cố sức mạnh của Bách Tế để chống lại Cao Câu Ly, ông cử con trai là Thiển Chi đến Nụy Quốc ở Nhật Bản để củng cố liên minh giữa Bách Tế và quốc gia này vào năm 397. Năm 398, theo Tam quốc sử ký (Samguk Sagi), ông đã cho xây thành Ssanghyeon để bảo vệ phần lãnh thổ còn lại ở phía bắc sông Hán của Bách Tế. Năm 399, trong một đợt cưỡng bách tòng quân để chuẩn bị cho một cuộc chiến chống Cao Câu Ly khác, nhiều nông dân được thuật là đã chạy trốn đến Tân La. Năm 403 ông tấn công Tân La. Sử sách không ghi lại bất cứ tiếp xúc nào giữa Bách Tế và các triều đại Trung Hoa trong thời trị vì của A Sân Vương.
A Sân Vương mát vào năm 405, và phải chứng kiến một cách tuyệt vọng việc vương quốc một thời hùng mạnh của mình ngày càng suy yếu trước người láng giếng Cao Câu Ly ở phía bắc.